# Pyrrhulina australis
Pyrrhulina australis är en fiskart som beskrevs av Eigenmann och Kennedy, 1903. Pyrrhulina australis ingår i släktet Pyrrhulina och familjen Lebiasinidae. Inga underarter finns listade i Catalogue of Life.